# Grădiștea, Ilfov
Grădiștea este satul de reședință al comunei cu același nume din județul Ilfov, Muntenia, România. Se află pe malul sudic al lacului Căldărușani.
În localitate se află biserica cu hramul „Adormirea Maicii Domnului“, ctitorită în anul 1846 de către boierul Bunea Grădișteanu. La recensământul din 2012 avea o populație de aprox.3000 locuitori.